# Miagao
Miagao, o anche Miag-ao, è una municipalità di prima classe delle Filippine, situata nella Provincia di Iloilo, nella Regione del Visayas Occidentale.
Miagao è formata da 119 baranggay:
- Agdum
- Aguiauan
- Alimodias
- Awang
- Bacauan
- Bacolod
- Bagumbayan
- Banbanan
- Banga
- Bangladan
- Banuyao
- Baraclayan
- Bariri
- Baybay Norte (Pob.)
- Baybay Sur (Pob.)
- Belen
- Bolho (Pob.)
- Bolocaue
- Buenavista Norte
- Buenavista Sur
- Bugtong Lumangan
- Bugtong Naulid
- Cabalaunan
- Cabangcalan
- Cabunotan
- Cadoldolan
- Cagbang
- Caitib
- Calagtangan
- Calampitao
- Cavite
- Cawayanan
- Cubay
- Cubay Ubos
- Dalije
- Damilisan
- Dawog
- Diday
- Dingle
- Durog

- Frantilla
- Fundacion
- Gines
- Guibongan
- Igbita
- Igbugo
- Igcabidio
- Igcabito-on
- Igcatambor
- Igdalaquit
- Igdulaca
- Igpajo
- Igpandan
- Igpuro
- Igpuro-Bariri
- Igsoligue
- Igtuba
- Ilog-ilog
- Indag-an
- Kirayan Norte
- Kirayan Sur
- Kirayan Tacas
- La Consolacion
- Lacadon
- Lanutan
- Lumangan
- Mabayan
- Maduyo
- Malagyan
- Mambatad
- Maninila
- Maricolcol
- Maringyan
- Mat-y (Pob.)
- Matalngon
- Naclub
- Nam-o Norte
- Nam-o Sur
- Narat-an
- Narorogan

- Naulid
- Olango
- Ongyod
- Onop
- Oya-oy
- Oyungan
- Palaca
- Paro-on
- Potrido
- Pudpud
- Pungtod Monteclaro
- Pungtod Naulid
- Sag-on
- San Fernando
- San Jose
- San Rafael
- Sapa (Miagao)
- Saring
- Sibucao
- Taal
- Tabunacan
- Tacas (Pob.)
- Tambong
- Tan-agan
- Tatoy
- Ticdalan
- Tig-amaga
- Tig-Apog-Apog
- Tigbagacay
- Tiglawa
- Tigmalapad
- Tigmarabo
- To-og
- Tugura-ao
- Tumagboc
- Ubos Ilawod (Pob.)
- Ubos Ilaya (Pob.)
- Valencia
- Wayang